# نوفا لارانجيراس
نوفا لارانجيراس بلدية في ولاية بارانا في المنطقة الجنوبية من البرازيل.